# 泛凱爾特主義

泛凱爾特主義旗幟，1950年由羅伯特·伯特里耶（Robert Berthelier）設計，以兩個三曲腿圖組成。

著色的部分是凱爾特六國

泛凱爾特主義（英語：Pan-Celticism），或凱爾特民族主義（英語：Celtic nationalism），是一個政治、社會和文化運動，倡導凱爾特人（蓋爾人和凱爾特布立吞人分支）和西北歐現代凱爾特人之間的團結與合作。一些泛凱爾特主義組織提倡凱爾特人應從聯合王國和法蘭西分離出來，並建立屬於自己的獨立聯邦國家，有些則只是在愛爾蘭民族主義、蘇格蘭民族主義、威爾斯民族主義、布列塔尼民族主義、康沃爾民族主義和曼克斯民族主義的架構下提倡主權獨立的凱爾特國家之間的密切合作。

## 外部連結
- The Celtic League （页面存档备份，存于）
- Celtic Congress （页面存档备份，存于）
- Map of Celtic Nations
- Columba Initiative （页面存档备份，存于）
- The Celtic Realm
- Campaign for a Cornish Assembly （页面存档备份，存于）
- Proposal for a Celtic Confederation